# Ixerba brexioides
Espèce

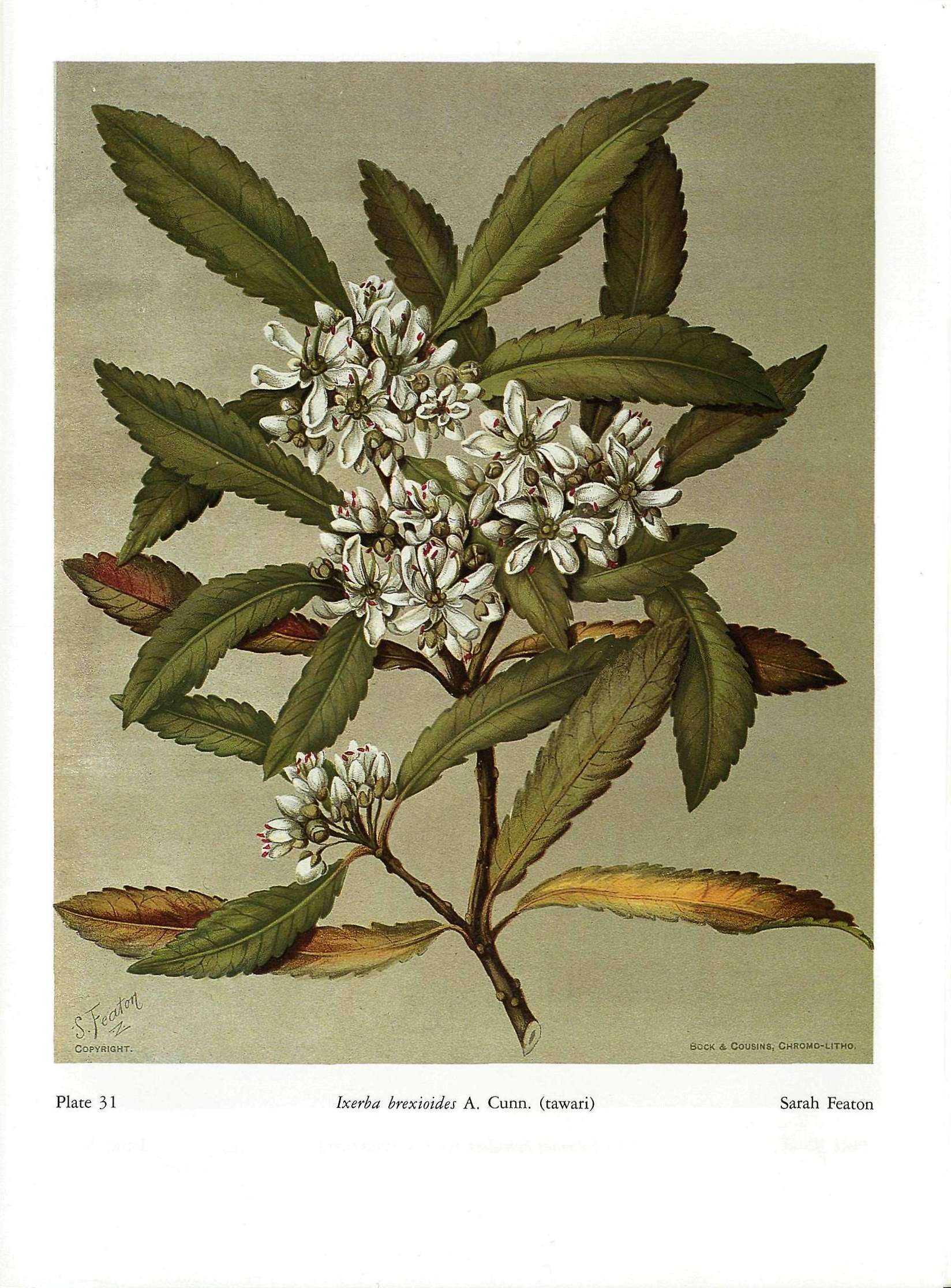

Ixerba brexioides est une espèce de plante à fleur de la famille des Ixerbaceae. C'est la seule espèce du genre Ixerba. C' est un arbre touffu aux feuilles épaisses, étroites, dentelées, vert foncé, et aux panicules de fleurs blanches au cœur vert. Le fruit est une capsule verte qui s'ouvre pour révéler les graines noires partiellement recouvertes d'un arille charnu écarlate contre l'intérieur blanc du fruit. Ixerba est une espèce endémique de la moitié nord de l'île du Nord de la Nouvelle-Zélande. Les noms communs utilisés en Nouvelle-Zélande sont tawari (maori de Nouvelle-Zélande : tāwari) pour l'arbre et whakou lorsqu'il est en fleur
. Il est affecté à la famille des  Strasburgeriaceae.

## Description

### Tige et feuilles
Le tawari est un petit arbre pouvant atteindre 10 m de haut avec une couronne étalée. Le tronc a généralement un diamètre de 2 à 4 dm et est recouvert d'une épaisse écorce brun grisâtre qui joue le rôle de tampon. Les jeunes branches présentent quelques poils en T unicellulaires pâles et plats, tandis que les pédoncules, pédicelles, sépales et pétales sont épaissement recouverts de tels poils, ce qui leur confère un aspect feutré. Les feuilles sont disposées alternativement le long de la tige et forment souvent un verticille à la fin de la période de croissance, le bourgeon situé à l'extrémité étant couvert d'écailles triangulaires robustes. Ces scales ont des marges entières frangées de simples poils unicellulaires. Les premières feuilles qui apparaissent à la reprise de la croissance sont une série intermédiaire entre les schales et les feuilles entières. Les stipules à la base de la tige de la feuille sont absentes. Le pétiole est robuste, charnu et mesure environ 2 cm de long. Le limbe simple, un peu charnu et nettement coriace, est jaunâtre à vert foncé sur le dessus et vert pâle en dessous, mesure 6-16×1-4 cm, est lancéolé à elliptique, le point le plus large pouvant se situer à la mi-longueur ou au-delà, avec une extrémité pointue, et les bords sont grossièrement dentelés. Une petite glande est présente à l'extrémité de chaque dent. Les jeunes feuilles sont souvent rougeâtres et ont des bords enroulés. Les feuilles des jeunes pousses peuvent être relativement plus étroites. Les vieilles feuilles se décolorent en orange ou en rouge.

### Fleurs
Les bourgeons floraux se forment en mars et avril et s'ouvrent d'octobre à fin décembre, en fonction de l'emplacement et de l'altitude. L'inflorescence se trouve à l'extrémité des branches dans une panicule en forme d'ombelle qui se compose de cinq à quinze fleurs. Chaque fleur est hermaphrodite, arsymétrique, de 21⁄2−31⁄2 cm de diamètre et produit de grandes quantités de nectar, mais n'émet apparemment pas de parfum. Les cinq sépales sont largement ovales, couverts de poils duveteux et longs de 5-6 mm. Les cinq pétales sont imbriqués dans le bourgeon, blancs, feutrés, en forme de cuillère avec une base étroite (ou griffe). Cette griffe est longue de 11⁄2−2 cm et est inséré sur un disque à 5 lobes. Les cinq étamines dépassent largement la corolle et alternent avec les cinq lobes du disque au centre de la fleur. Les filaments sont très longs et blancs. Les anthères sont reliées aux filaments à mi-longueur et s'ouvrent en fentes longitudinales vers le milieu de la fleur. Les grains de pollen ont cinq fentes. Le nectar est produit par les rebords du disque, juste au-dessus de l'implantation des pétales. Les cinq styles qui s'élèvent du disque sont parfois libres les uns des autres à leur base et sont tordus et soudés plus haut.

### Fruit et graine
Le fruit est une capsule coriace, de forme largement ovale. Il contient cinq espaces qui s'ouvrent vers l'extérieur à partir de la base du style lorsque le fruit est mûr, vers le mois d'avril. Chaque espace contient deux graines noires brillantes qui ont la forme d'une goutte d'eau légèrement incurvée de 6 × 3 mm, et sont partiellement recouvertes d'un arille écarlate bien visible qui sert de repère visuel et tactile aux oiseaux pour localiser les graines. Les graines et l'arille contrastent fortement avec l'intérieur blanc du fruit (ou méricarpe). Les graines avortées sont grisâtres. L'embryon est vert. L' Ixerba  possède cinquante chromosomes (2n = 50),,,.

## Taxonomie
L'Ixerba a été classée dans différentes familles au fil du temps. Traditionnellement, elle était considérée comme apparentée à Roussea et Brexia et a été combinée avec elles dans les Brexiaceae. Ces trois espèces ont été placées dans d'autres familles, telles que les Escalloniaceae, mais des doutes subsistaient quant à leur emplacement correct. Après qu'une analyse génétique a montré que Ixerba n'était pas très proche de Roussea ou de Brexia, elle a été placée dans la famille monogénérique Ixerbaceae. Cependant, des tests supplémentaires ont révélé que Ixerba était étroitement lié au genre néo-calédonien Strasburgeria et il a été assigné aux Strasburgeriaceae par l'APG III en 2009.

### Phylogénie
Des restes fossiles d'« Ixerba » ont été trouvés dans le Miocène moyen.
Une analyse phylogénétique récente a abouti à l'arbre suivant
| family Strasburgeriaceae | \| \| Ixerba \| \| \| \| \| \| Strasburgeria \| \| \| \| |
|                          | \| \| Ixerba \| \| \| \| \| \| Strasburgeria \| \| \| \| |
|                          | Geissolomataceae                                         |
|                          |                                                          |
|                          | Ixerba                                                   |
|                          |                                                          |
|                          | Strasburgeria                                            |
|                          |                                                          |

|  | Ixerba        |
|  |               |
|  | Strasburgeria |
|  |               |

### Étymologie
Le nom du genre Ixerba est une anagramme de Brexia, un arbrisseau de Madagascar et de la côte de l'Afrique de l'Est, auquel il ressemble superficiellement. L'épithète de l'espèce brexioides signifie « comme Brexia »,

## Distribution
Le tawari est une espèce endémique de l'île du Nord de la Nouvelle-Zélande, à peu près au nord d'une ligne traversant Taupo. Il serait répandu depuis environ Kaitaia au sud jusqu'à Waitomo, et Te Urewera, y compris les chaines de Tutamoe, les chaines de Waitākere, la forêt de Waipoua  et Te Moehau sur la Péninsule de Coromandel ainsi qu'à des altitudes plus élevées sur les îles de Barrier et ailleurs autour de la baie de Plenty,. Le tawari peut tolérer des altitudes allant de 500 à 1 200 m mais on le trouve principalement dans les forêts submontagnardes et montagnardes.

## Écologie
Le tawari peut souvent être trouvé avec le kauri néo-zélandais Agathis australis dans le sous-étage de la forêt pluviale de plaine. Il est commun dans les forêts de nuages jusqu'à 700 mètres d'altitude. L'espèce préfère les endroits ombragés ou abrités, souvent dans un sol humide en permanence et près des cours d'eau. Elle est localement abondante, mais les individus sont le plus souvent éloignés les uns des autres. La morphologie des fleurs particulière peut s'expliquer par une adaptation à la pollinisation par les oiseaux,,,. Les capsules des graines se développent entre janvier et avril de chaque année, et se déhiscent pour révéler jusqu'à dix graines brillantes, pourpre-noir, qui sont partiellement recouvertes d'un arille charnu orange. Les graines sont principalement dispersées par les oiseaux tels que le kererū   le pōpokotea, le hihi et le kākā.

## Utilisation
Le tawari est une riche source de nectar, souvent si abondant que les abeilles produisent du miel monofloral, c'est-à-dire que le miel est principalement composé du nectar des fleurs de tawari. Le miel de tawari est régulièrement vendu dans les magasins d'alimentation en Nouvelle-Zélande. Le nectar contient beaucoup de fructose et beaucoup d'eau. Le miel peut donc être mince, mais il cristallise rapidement. Le miel a une couleur claire et un goût de caramel. Il contient relativement peu de pollen, et si au moins 20 % du pollen est du tawari, il peut être commercialisé comme miel de tawari,,. L'écorce peut produire une teinture noire qui est connue pour être utilisée sur le lin. Les Māori utilisaient traditionnellement les fleurs pour fabriquer des colliers et d'autres ornements à porter lors des festivités.

## Culture
Le tawari est connu pour être très difficile à cultiver dans les jardins. Il a besoin d'un emplacement abrité, d'un sol riche en humus et d'un bon drainage, mais le sol ne doit jamais se dessécher. L'espèce dépend probablement d'une mycorhize, et si elle est plantée à côté du Kapuka Griselinia littoralis, le tawari se porte beaucoup mieux,.

## Systématique
Le nom correct complet (avec auteur) de ce taxon est Ixerba brexioides A.Cunn.